# Соболиха (Московская область)
Соболи́ха — деревня в городском округе Балашиха Московской области. Население — 240 чел. (2010).

## История
Жизнь на территории Соболихи существовала издревле. Раскопки подтверждают, что ещё в древности здесь находились стоянки вятичей.
Первые упоминания о деревне можно обнаружить на картах XVIII века.
В конце XIX — начале XX века многие жители деревни работали в соседней деревне Саввино на Саввинской мануфактуре.
В 2018 году было начато, а в 2019 завершено строительство технопарка «Пуршево» на территории деревни.

## Население
| 1926 | 2002 | 2006 | 2010 |
| ---- | ---- | ---- | ---- |
| 503  | ↘228 | ↗235 | ↗240 |

## География

### Расположение
Деревня располагается приблизительно в 10 км к востоку от Москвы, на юге городского округа Балашиха.
Граничит:
- на севере — с деревней Чёрное («Агрогородок»);
- на северо-востоке — с коттеджным посёлком «Новая Дятловка»[10];
- на востоке — с деревней Дятловка;
- на юго-востоке — с технопарком «Новый Милет»[11];
- на юге — с селом Новый Милет;
- на юго-западе — с деревней-«спутником» Пуршево;
- на западе и северо-западе — с микрорайоном Саввино Балашихи.

### Ландшафт
Ландшафт деревни равнинный, с незначительными возвышениями. Северная и западная части деревни отделены от Саввино и Чёрного рекой Чёрной.

## Инфраструктура
Соболиха представлена частным жилым фондом, а также примыкающими к ним промышленными и торговыми территориями, среди которых:
- водонапорная башня с насосной станцией[12];
- ООО «Коттон Клаб»[13] (производитель ватной, косметической продукции и товаров для дома[14]);
- индустриальный парк «Пуршево»[15];
- строительный рынок «Путёвый»[16] (ранее «ПуршеВО!»[17]);
- ряд продуктово-бытовых магазинов, включая магазины федеральных сетей «Дикси»[18], «Пятёрочка»[19], Fix Price[20], Красное&Белое[21];
- автомагазин «Автосеть»[22];
- аптека[23] и пункт выдачи Wildberries[24];
- АЗС[25].

На территории Соболихи располагаются культурные и досуговые объекты, такие как:
- сельский центр культуры и досуга «Рассвет»[26] (основан в 1966 году; здание 1991 года постройки[27]);
- Соболихинская сельская библиотека (основана в 1966 году)[28];
- ресторан быстрого питания Rostic's[29].

К юго-восточной и южной границе Соболихи примыкают:
- закрытый[30] полигон ТБО «Пуршево»[31];
- федеральная платная автомагистраль М12 «Восток» Москва — Казань — Екатеринбург[32];
- технопарк «Новый Милет»[11].

## Транспорт
Через деревню ходят маршрутные такси № 38к, а также автобусы № 23, 33, 65.

## Список улиц
Вербная ул.,
Вересковая ул.,
Дальняя ул.,
Кооперативная ул.,
Красная Горка ул.,
Липовая аллея,
Липовый 1-й пер.,
Липовый 2-й пер.,
Липовый 3-й пер.,
Липовый 4-й пер.,
Липовый 5-й пер.,
Липовый 6-й пер.,
Липовый 7-й пер.,
Липовый 8-й пер.,
Липовый 9-й пер.,
Новослободская ул.,
Полынная ул.,
Прибрежная ул.,
Садовая ул.,
Трудовая ул.,
Туманная ул.,
Центральная ул.,
Ясеневая ул.

## Фото

Песчаный пляж в деревне Соболиха
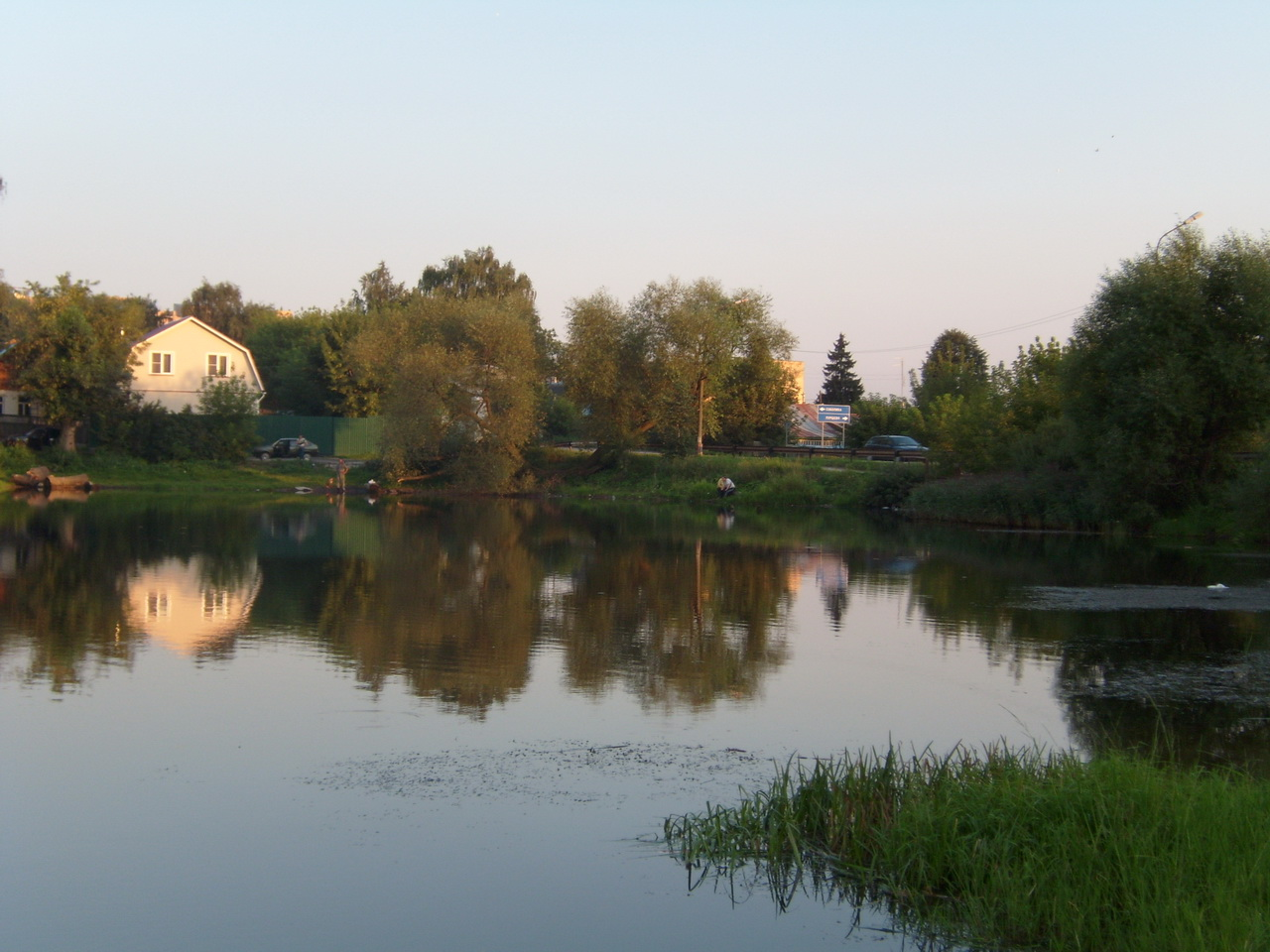
Автодорога у деревень Соболиха и Пуршево. Вид с берега микрорайона Саввино.